# Collegium illustre
Das Collegium illustre in Tübingen war ab 1559 eine herzogliche Hofschule, von 1594 bis 1596 eine Hohe Schule und von 1596 bis 1688 eine Ritterakademie für junge Adelige.

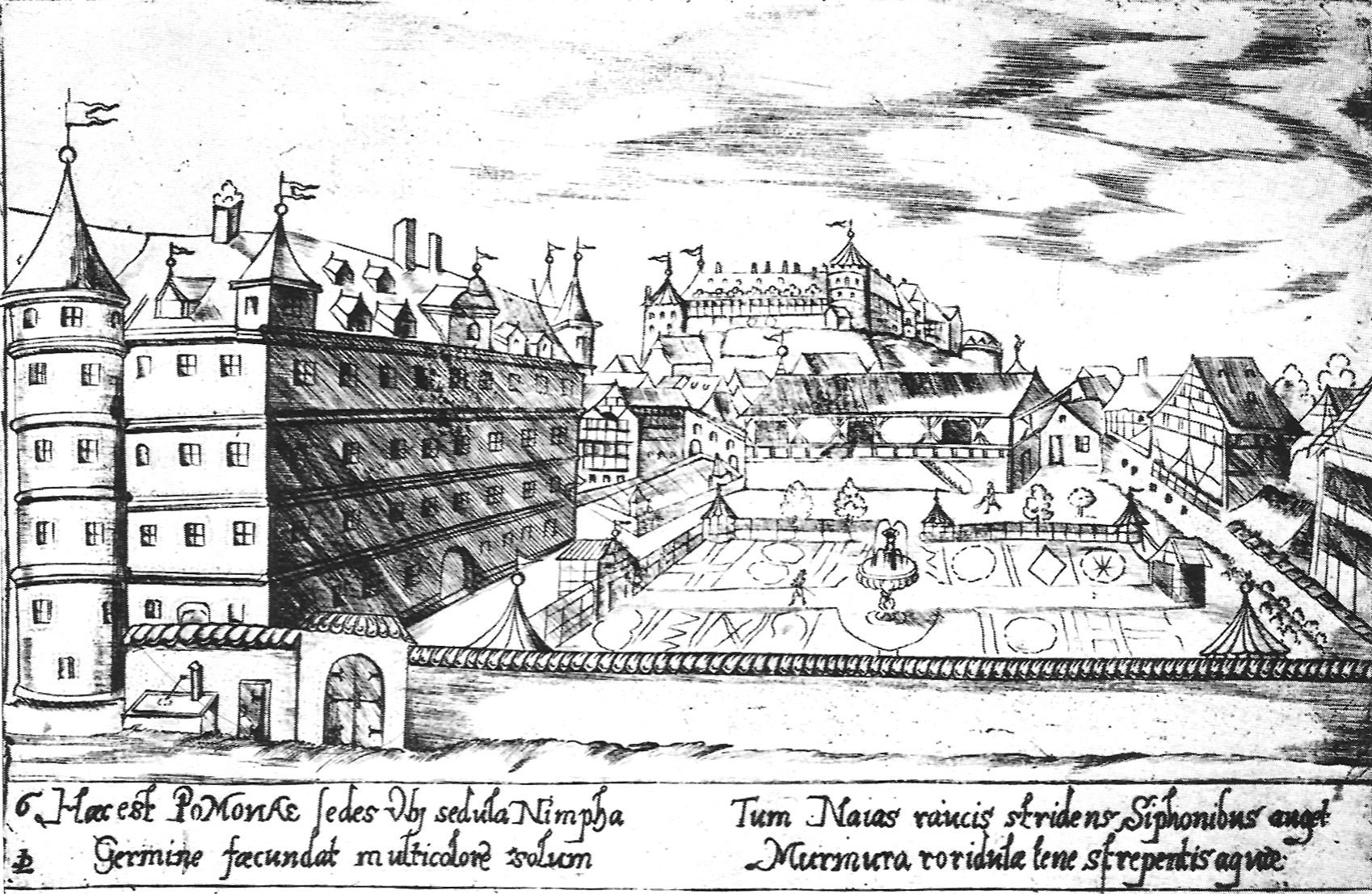
Das Collegium illustre – aus „Illustrissimi Wirtembergici Ducalis Novii Colegii … delineatio“ (um 1607; Radierung von Ludwig Ditzinger nach einer Zeichnung von Johann Christoph Neyffer)

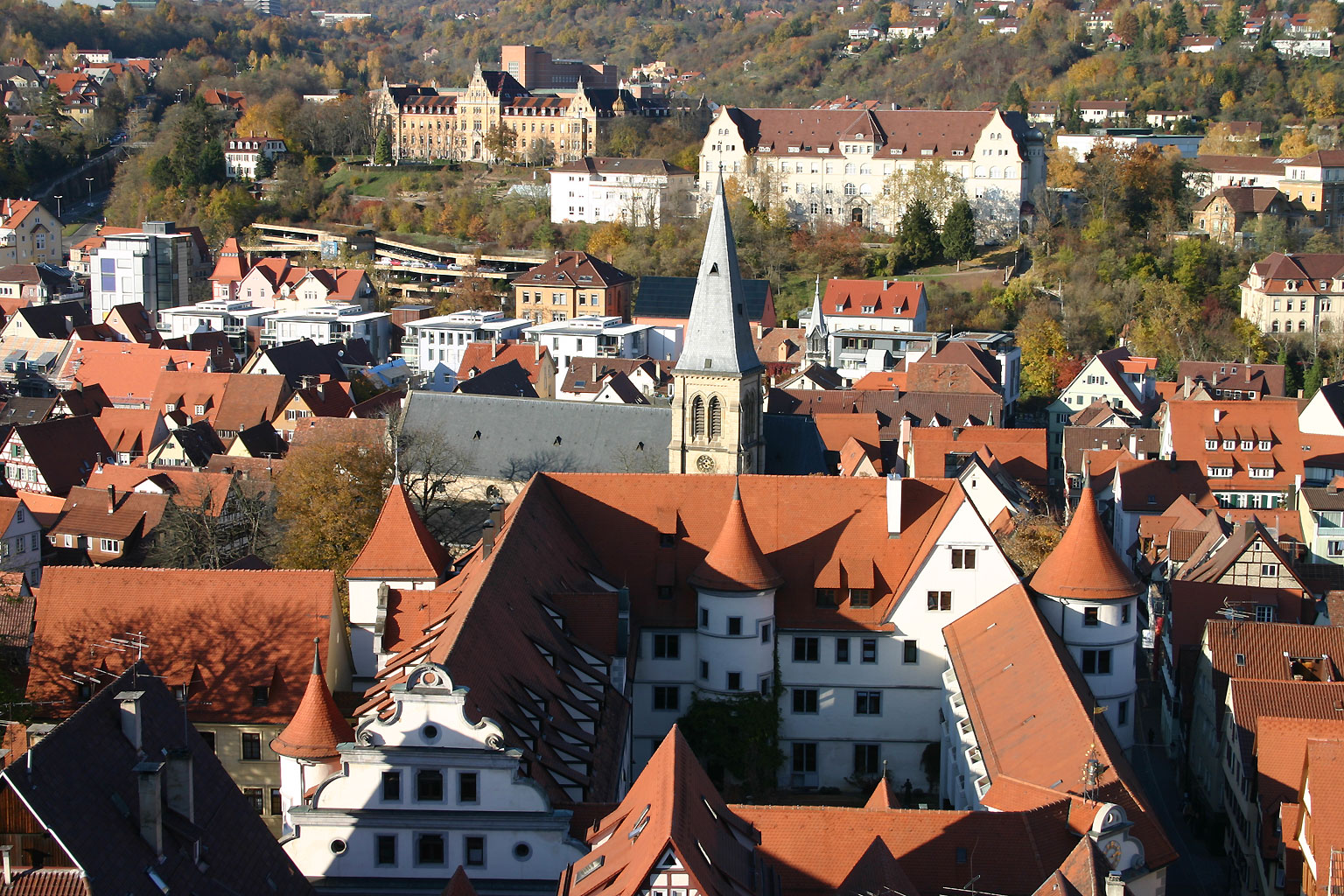
Blick auf das heutige Wilhelmsstift, vormals Collegium illustre, vom Turm der Stiftskirche

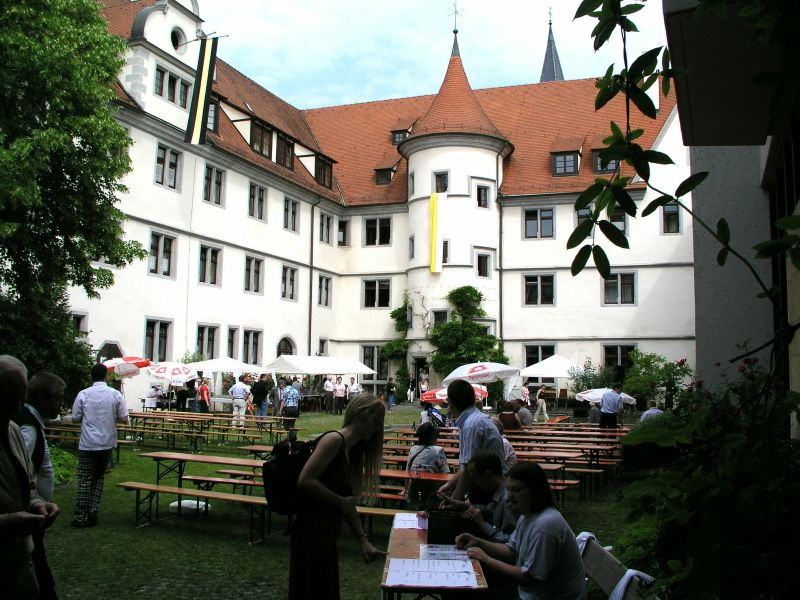
Innenhof des heutigen Wilhelmsstifts, Fassade mit Ausnahme des Ostflügels noch aus der Zeit des Collegiums

## Geschichte

### Vorgeschichte
An der Stelle im Ammertal, an der sich heute das Wilhelmsstift erhebt, befand sich das 1272 gegründete Tübinger Franziskanerkloster, in dem sich auch ein Generalstudium des Ordens befand. Im 15. Jahrhundert erlangte dieses Generalstudium Bedeutung dank seiner gelehrten Lektoren. Bald nach seiner Aufhebung im Jahre 1535 während der Reformationszeit brannte es 1540 teilweise ab.

### Hofschule
Im Jahre 1559 ließ Herzog Christoph von Württemberg (1515–1568) in den verbliebenen Gebäuden eine Hofschule einrichten, die erste Ritterakademie im deutschen Sprachraum, die junge Adlige auf den Staatsdienst vorbereiten sollte. Seine württembergische Große Kirchenordnung von 1559 bestimmte das ehemalige Klostergebäude zum evangelischen Stift für die Ausbildung von Staatsbeamten. Die neue Einrichtung wurde wohl noch im selben Jahr eröffnet. Es gab eigene, von der Universität unabhängige Vorlesungen, aber auch Unterricht in Tanzen, Reiten, Fechten und Ballspielen.

### Hohe Schule

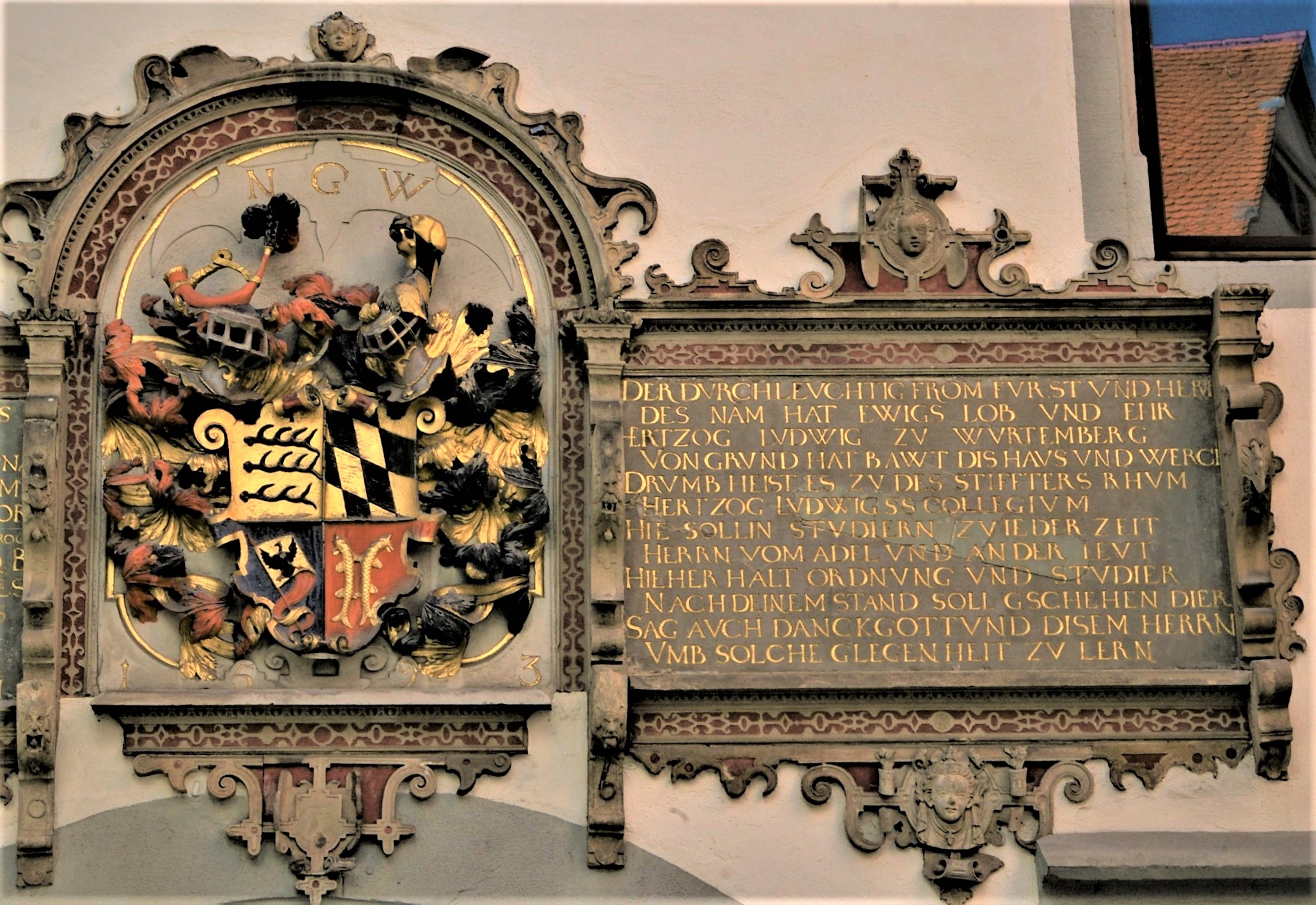
Herzogswappen Württemberg und Widmungstext für das Colegium illustre in Tübingen. Gebäude im Straßenwinkel Collegiumgasse und Lange Gasse

Herzog Christoph, ein tiefgläubiger Lutheraner, plante den Ausbau der Schule zu einer Hochschule und ließ in den Jahren 1588–1592 von dem württembergischen Landbaumeister Georg Beer die heute noch bestehende Vierflügelanlage im Stil der Spätrenaissance errichten. An der Ecke von der Collegiumsgasse zur Langen Gasse befindet sich über dem Portal des Gebäudes das Wappen des Herzogtums Württemberg von 1593. Das Wappenfeld der drei Hirschstangen steht für Württemberg; die diagonale Rauten bedeuten das Herzogtum Teck; die Reichssturmfahne kennzeichnet die von Württemberg als Reichsbannerträger; zwei Barben sind das Symbol des Grafen von Mömpelgard.
Herzog Christoph verstarb 1568. Erst der Nachfolger seines Sohnes Ludwig (1554–1593), der aus dem französischsprachigen Mömpelgard stammende Herzog Friedrich I. (1557–1608) eröffnete das Collegium illustre am 25. April 1594. Die Aufnahme der ersten Kollegiaten erfolgte an diesem Tag. Nach den Statuten vom 23. April 1594 konnten sowohl Adelige als auch Bürgerliche eintreten. Diese Intention ist auch im Text neben dem Herzogswappen festgehalten:

«DER DVRCHLEVCHTIGE FROM FVRST VND HERR •  	DES NAM HAT EWIGS LOB VND EHR • HERTZOG LVDWIG ZV WVRTEMBERG • 	VON GRVND HAT BAWT DIS HAVS VND WERCK • DRVMB HEIST ES ZV DES STIFFTERS RHVM • 	HERTZOG LVDWIGSS COLLEGIVM • HIE SOLLIN STVDIERN ZU IEDER ZEIT • 	HERRN VOM ADEL VND ANDER LEUT • HIE HER HALT ORDNVNG VND STUDIER • 	NACH DEINEM STAND SOLL GSCHEHEN DIER • SAG AVCH DANCK GOTT VND DISEM HERRN • 	VMB SOLCHE GLEGENHEIT ZU LERN»

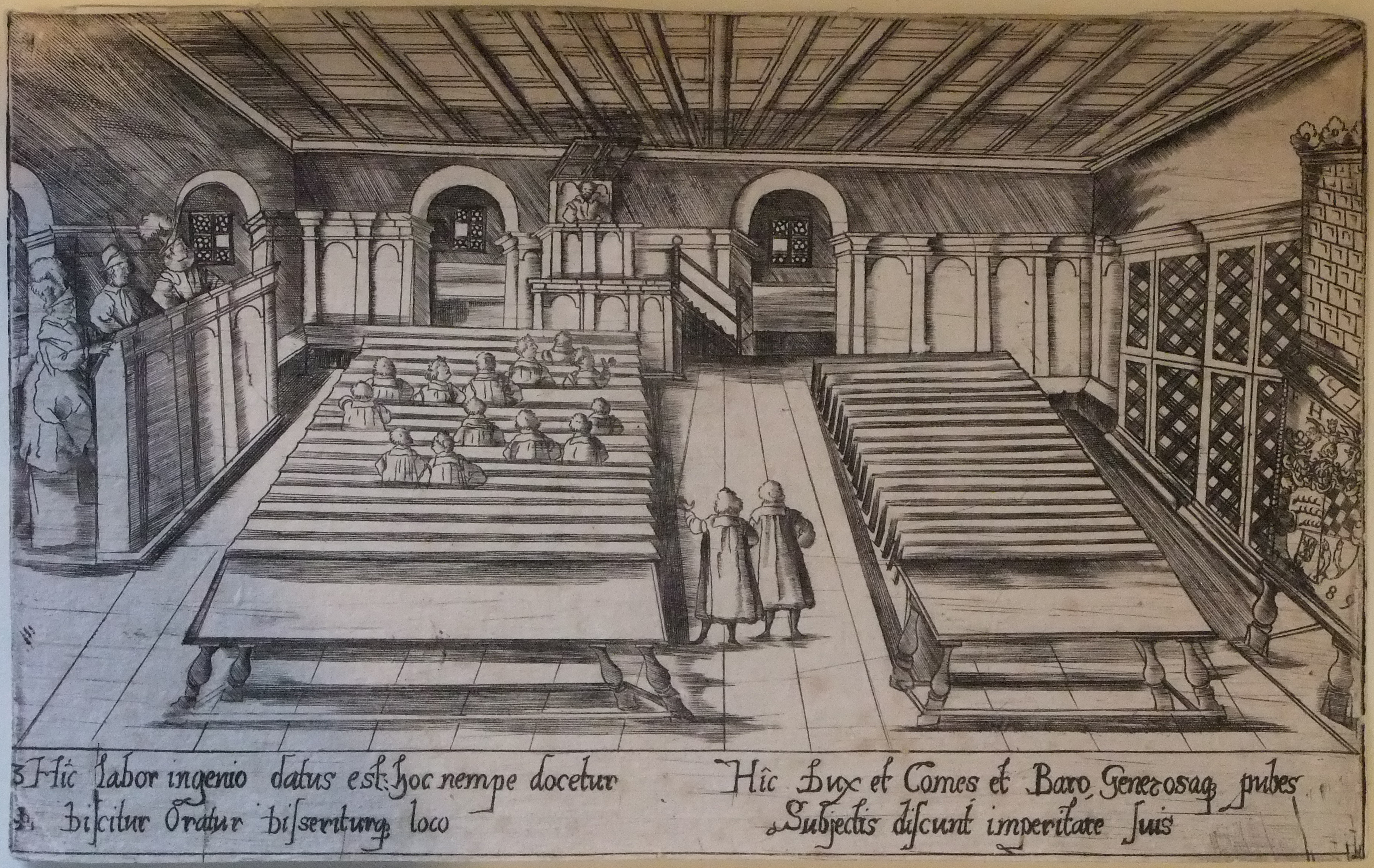
Hörsaal

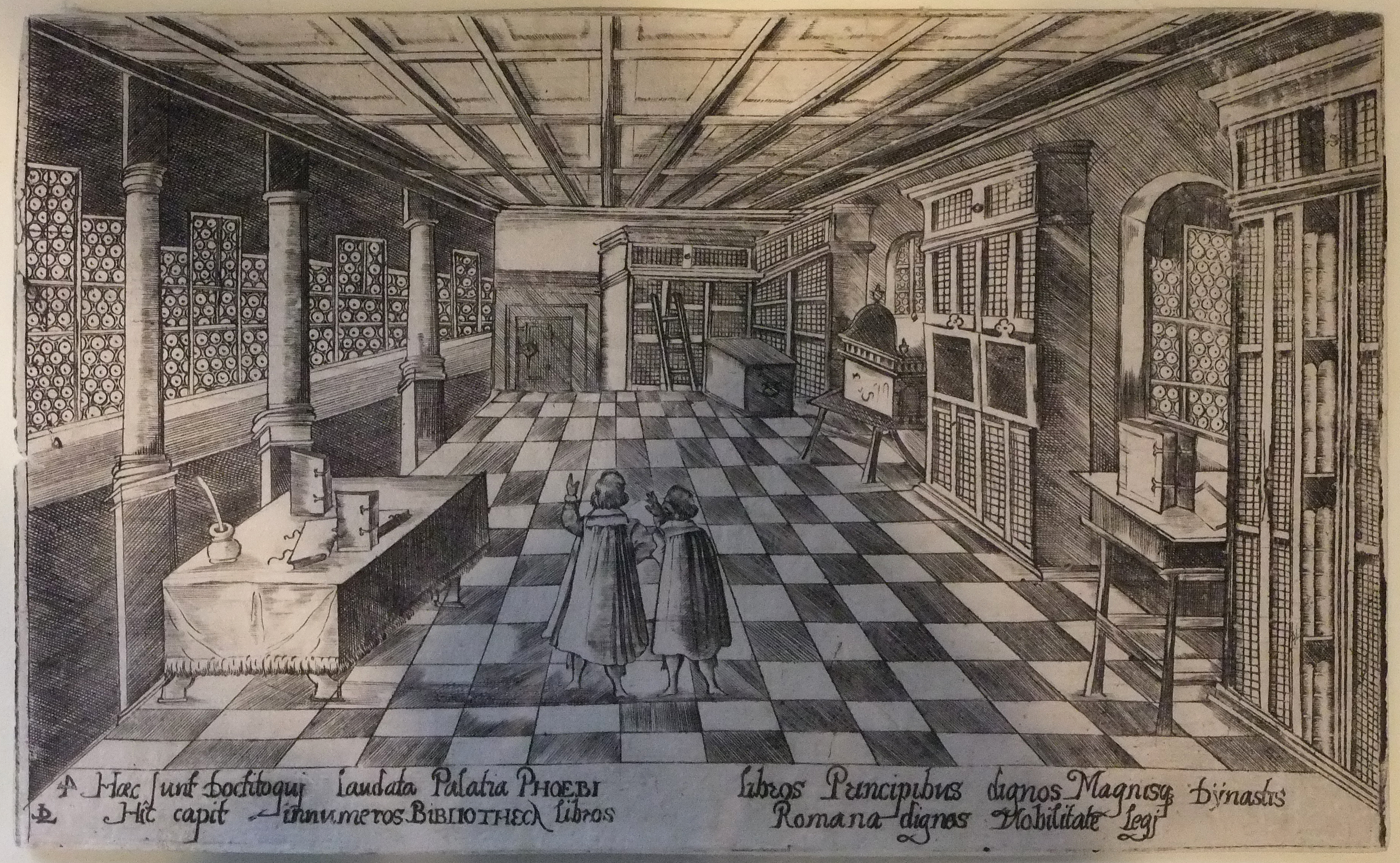
Bibliothek

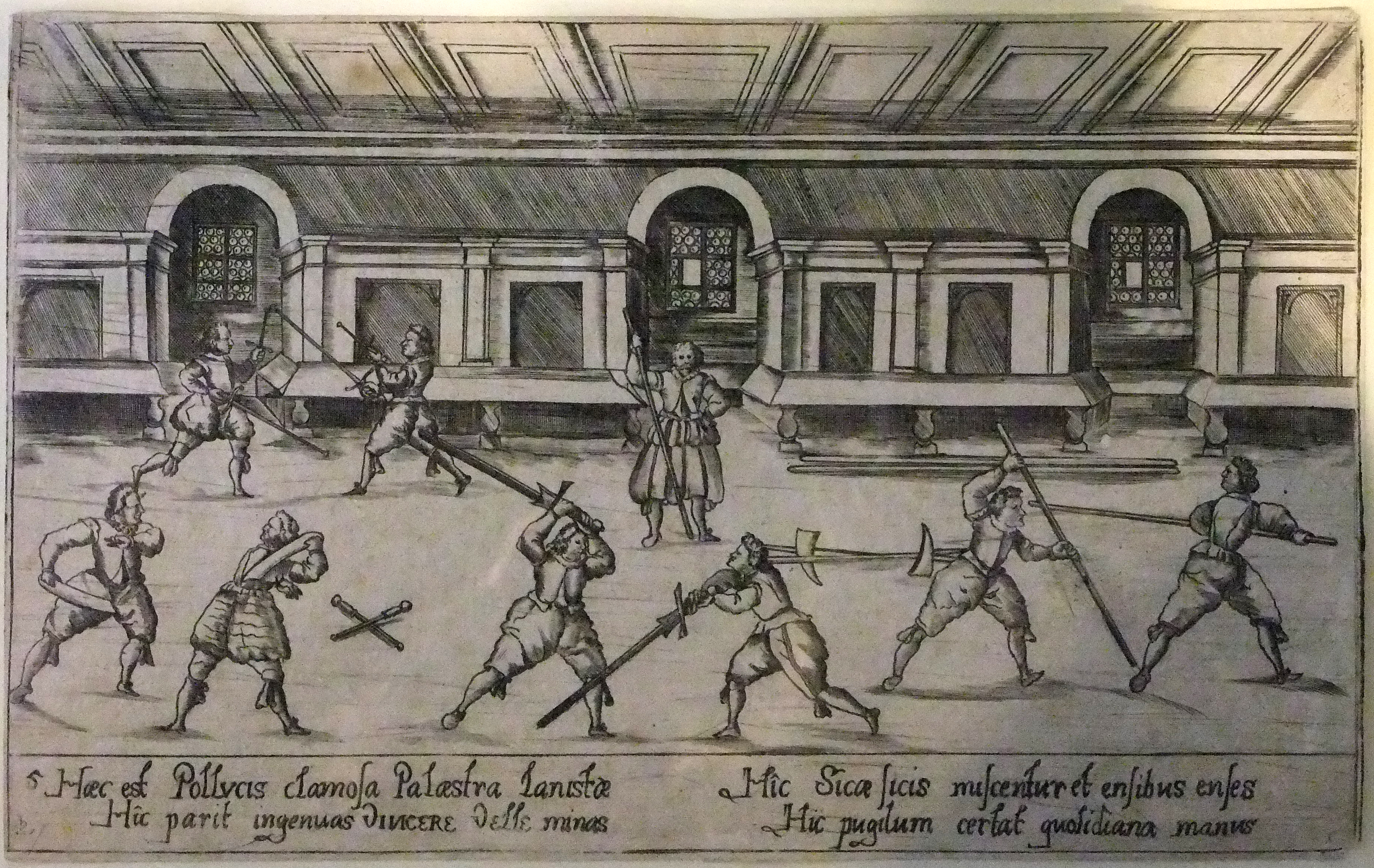
Fechtausbildung

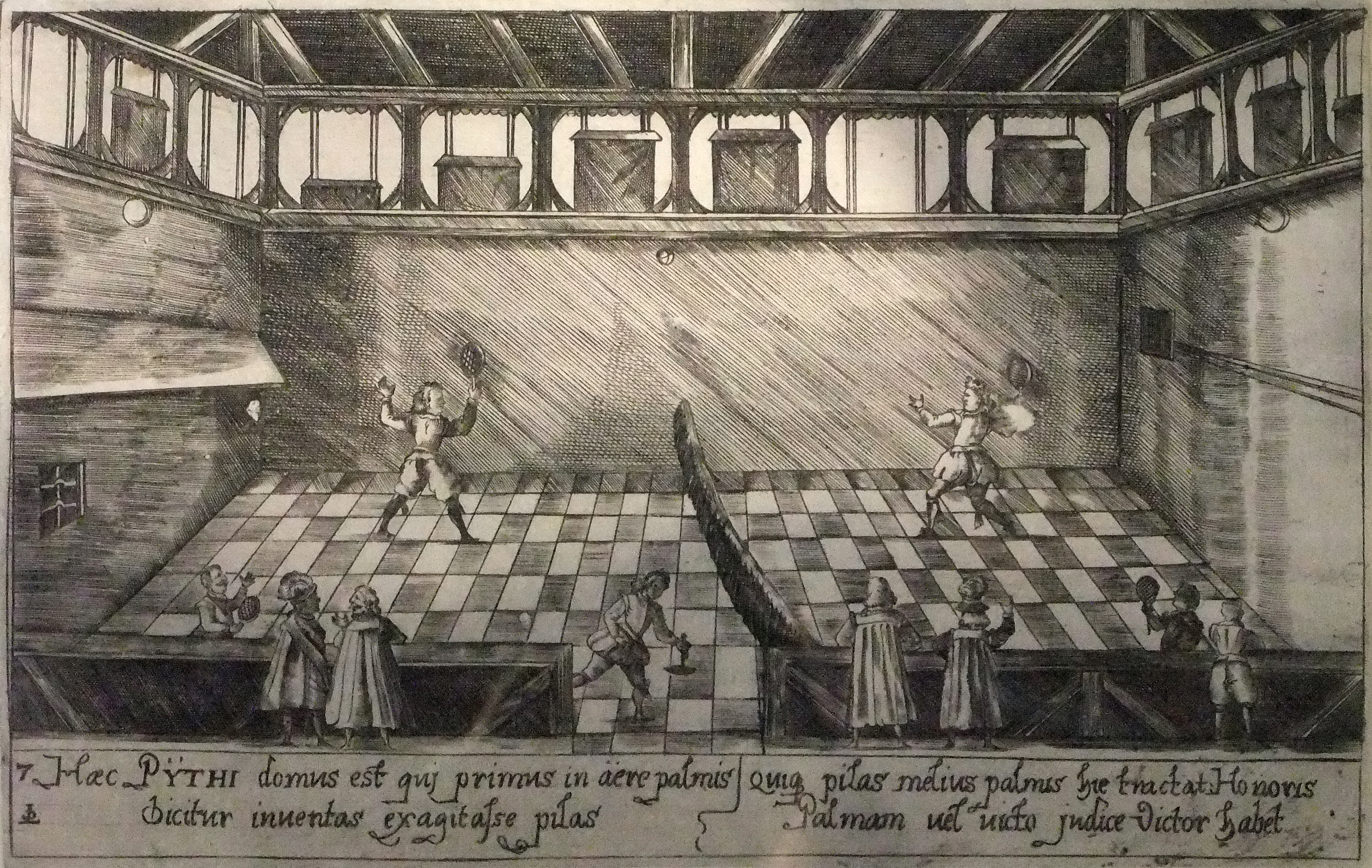
Jeu de Paume im Ballhaus

Zwei Jahre später, am 23. April 1596, änderte Herzog Friedrich die Statuten, womit nunmehr neben Landeskindern Adelsnachwuchs aus ganz Europa (ab 1609 dann nur noch aus dem Heiligen Römischen Reich), aber entgegen der ursprünglichen Intention keine bürgerlichen Zöglinge mehr zugelassen wurden. Damit wurde es eine Ritterakademie. Im Jahre 1601 wurde es vollständig von der Universität getrennt und bestand dann als rechtlich und administrativ eigenständige exempte Korporation innerhalb der Stadt zur ausschließlichen Erziehung adeligen Nachwuchses. Anstatt eines gelehrten Direktors war der Leiter nun ein adeliger Oberhofmeister. An dieser Akademie wurden, dem damaligen adeligen Bildungsideal entsprechend, neben Reiten, Voltigieren, Fechten und Tanzen und ergänzend zum humanistischen Lehrprogramm der Universität, Geschichte, Politik, Jurisprudenz (Römisches Recht, Lehnsrecht, Staatsrecht), Naturwissenschaften und moderne Fremdsprachen sowie Militärtechnik und Festungswesen unterrichtet.
Die Arkaden und der großzügige Emporenhof wurden wie „Stadien“ der Renaissance für die verschiedensten Veranstaltungen genutzt. Während im Hof geübt wurde, konnte man von den Geschossen aus zusehen. Im Südosten des Gebäudes befand sich das Ballhaus. Hier fand das Jeu de Paume, ein Ballspiel, statt. Ein Netz spannte sich wie beim Tennis quer zur Raumtiefe, wobei es an einer Seite auf eine in den Raum gebaute Galerie traf, deren Pultdach Teil des Spielfeldes war. In dieser Galerie und auch von den Fenstern verfolgten die Zuschauer das Geschehen.
Bis zu seiner durch den Dreißigjährigen Krieg, die Besetzung des Herzogtums Württemberg durch die Katholische Liga und das Restitutionsedikt des Kaisers Ferdinand II. bedingten zeitweiligen Schließung im Jahre 1629 war das Collegium illustre die bevorzugte Ausbildungsstätte des protestantischen Adels aus ganz Europa, mit einer enormen Strahl- und Anziehungskraft bis nach Skandinavien, Polen, Ungarn und in die habsburgischen Lande. Während der zeitweisen Re-Katholisierung, als die Jesuiten in der Stadt residierten, gab es sogar Bestrebungen, das Collegium illustre in ein Jesuitenkolleg umzuwandeln, aber dazu kam es nicht.

### Letzte Jahre
Nachdem bereits im September 1648 Herzog Eberhard III. seinen ältesten Sohn, den Erbprinzen Johann Friedrich, nach Tübingen gesandt hatte und in der Folge auch einige weitere Sprosse hochadeliger Geschlechter dort aufgenommen worden waren, wurde das Collegium illustre 1653 mit der Ernennung von Professoren offiziell wieder eröffnet. An seine frühere Blüte konnte es jedoch nicht mehr anknüpfen, und an den Glanz anderer berühmter Bildungsstätten kam es nicht heran. Es gelang nicht, ein tragfähiges Bildungskonzept zu entwickeln, da es allzu direkt auf die unmittelbaren Bedürfnisse einer Ritterschule zugeschnitten war. Erneute Kriegswirren waren der Entwicklung nicht zuträglich. 1678, im letzten Jahr des Holländischen Kriegs, musste die Anstalt vorübergehend geschlossen werden. Und schon 1688, nach dem Beginn des Pfälzischen Erbfolgekriegs und dem Einfall der Truppen des französischen Königs Ludwig XIV., wurde der Schulbetrieb endgültig eingestellt. Der letzte Kollegiat wurde am 2. November 1688 exmatrikuliert.

### Prinzenherberge und Ende
Danach diente es nur noch als Herberge für in Tübingen studierende württembergische Prinzen und als Absteigequartier für Fürsten und Diplomaten. Allerdings blieb sein privilegierter Status bis 1817 erhalten und es wurden weiterhin Professoren an das Collegium berufen, die als Extraordinarien an der Universität lehrten, und die Universität warb unverhohlen mit den am Collegium illustre besoldeten Sprachlehrern. Die Fecht-, Tanz-, Ball- und Reitmeister unterrichteten die Studenten, und auch die mathematischen und physikalischen Sammlungen standen der Universität zur Verfügung. Der letzte Oberhofmeister wurde 1810 entlassen und 1817 wurde das Collegium Illustre endgültig aufgelöst.

### Nachfolgende Nutzung der Anlage
Die Gebäude wurden dann zur Unterbringung des neu errichteten Theologenkonvikts des damaligen Bistums Rottenburg genutzt, das 1821 auf Wunsch der Studentenschaft in Wilhelmsstift umbenannt wurde.

## Bekannte Dozenten
- Hans Joachim von Grünthal (1576–1639), Oberhofmeister des Tübinger Collegium illustre
- Michael Beringer (1595–1598), Jurist und Philologe protestantischer Konfession
- Thomas Lansius (1577–1657), Jurist, Bibliothekar, Fürstlicher Rat
- Magnus Hesenthaler (1621–1681), Politologe, Historiker
- Johann Jakob Helfferich (1692–1750), Jurist
- Johann Kies (1713–1781), Astronom
- Christoph Friedrich von Pfleiderer (1736–1821), Mathematiker
- Johann Daniel Hoffmann (1740–1814), Rechtswissenschaftler